# Zoolithenhöhle
Die Zoolithenhöhle ist eine natürliche Karsthöhle bei Burggaillenreuth, einem Ortsteil von Ebermannstadt im oberfränkischen Landkreis Forchheim in Bayern.

## Lage
Die Zoolithenhöhle liegt etwa 400 Meter westlich von Burggaillenreuth am Nordhang des Hohlen Berges.

## Beschreibung
Die Zoolithenhöhle ist eine natürliche Karsthöhle mit einer Gesamtlänge von über 1000 Metern. Sie ist eine der ältesten bekannten Höhlen in der Fränkischen Schweiz und von hohem wissenschaftlichem Wert. Im Höhlenkataster Fränkische Alb (HFA) ist sie mit der Katasternummer D 109, vom Bayerischen Landesamt für Umwelt als Geotop 474H002, als Naturdenkmal (ND-04462) und als Bodendenkmal D-4-6233-0065 ausgewiesen.
Die Höhle ist ganzjährig versperrt und nur zu wissenschaftlichen Forschungszwecken zugänglich.

## Geschichte
Der Name leitet sich ab von den griechischen Begriffen zoon („Tier“) und lithos („Stein“). Diese wurden zu Zoolith zusammengefasst (nicht zu verwechseln mit echtem Tierstein). Die Zoolithenhöhle beschreibt die zahlreichen aufgefundenen versteinerten und miteinander verbackenen prähistorischen Knochenfunde. Namensgeber war der Pfarrer und Höhlenforscher Johann Friedrich Esper.
Im Anhang eines Bamberger Stadtplans wurde die Höhle bereits 1602 durch Johannes Bonius erstmals beschrieben. Bereits vor der Namensgebung der Fränkischen Schweiz zog die Höhle Wissenschaftler und Touristen in das Gebiet und trug damit maßgeblich zur Erschließung der Gegend als Touristenmagnet bei.

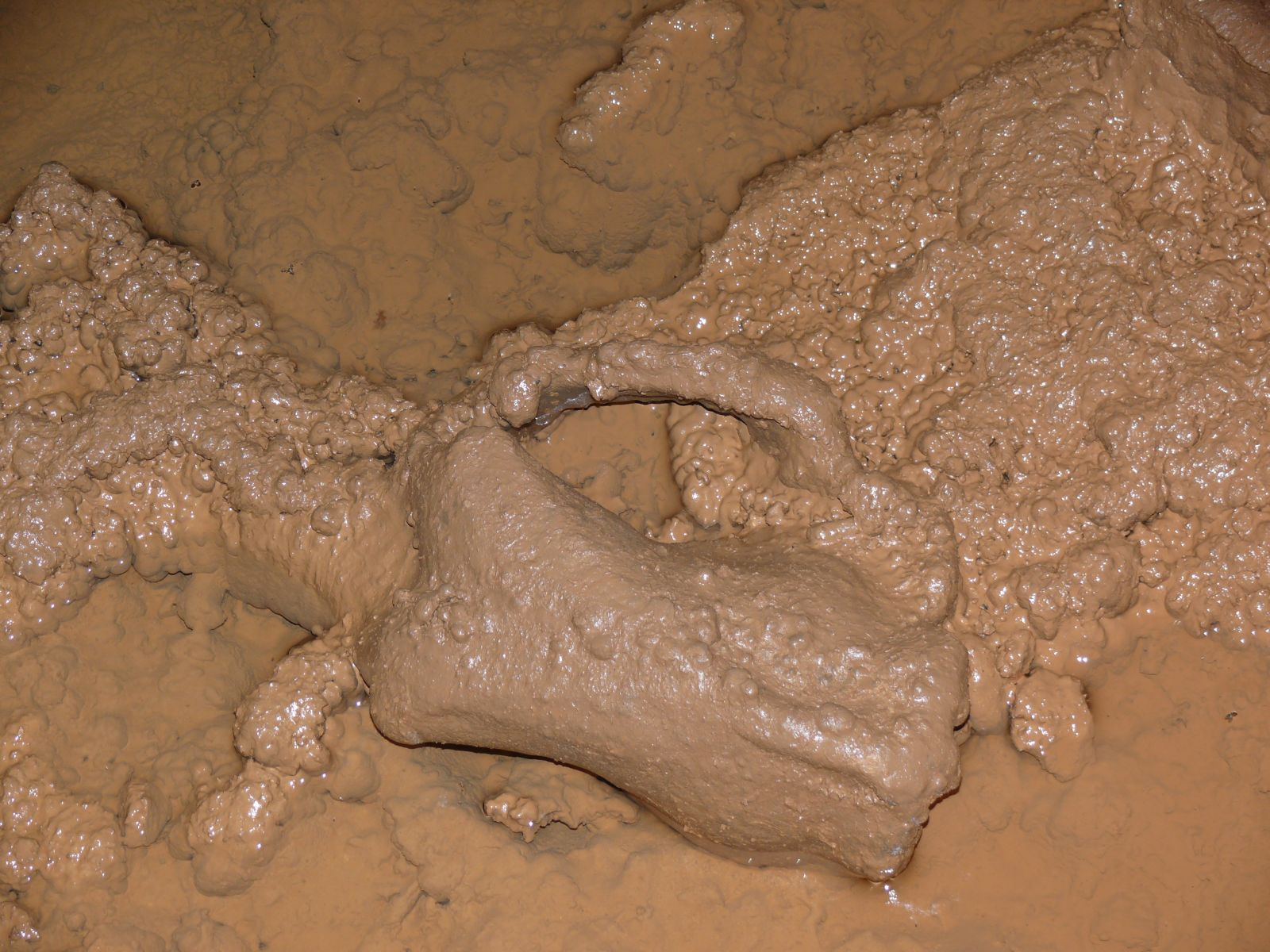
Höhlenbär im Sinter

1774 erfolgte die erste Veröffentlichung der Funde mit dem Titel Ausführliche Nachricht von neuentdeckten Zoolithen unbekannter vierfüßiger Tiere durch Johann Friedrich Esper. Nachfolgend wurde die Höhle auch durch zahlreiche Forscher des In- und Auslandes (Humboldt, Goldfuß, Rosenmüller, Cuvier) aufgesucht. Mit diesen Entdeckungen wurde die paläontologische Höhlenforschung ins Leben gerufen. Johann Christian Rosenmüller beschrieb 1794 erstmals den während der letzten Eiszeit in Europa verbreiteten Höhlenbären (Ursus spelaeus), der die Knochen der gefundenen Tiere dominiert, und bestimmte ihn als eigene und ausgestorbene Art.
Im Jahr 1839 wurden laut Lorenz Oken bei weiteren Untersuchungen die Überreste von mehr als 1000 Tieren geborgen. Neben Knochen vom Höhlenbären und anderen Säugetieren wurden auch Menschenknochen gefunden. Ergänzend zu diesen Funden wurden durch Esper und Rosenmüller auch vorgeschichtliche Funde von Graburnenresten, Scherben und Kohlenresten dokumentiert. Auf diesen Funden beruht eine Sage. Demnach sollen Christen heidnische Bewohner in ihrem geheimen Versammlungsort aufgespürt, getötet und anschließend in die Abgründe der Höhle gestürzt haben.
Bis in das 20. Jahrhundert waren von der Höhle vier bis sechs Räume mit einer Gesamtganglänge von etwa 80 Metern bekannt. Die Anzahl variiert, da die Räume im Laufe der Jahrhunderte bei Grabungen zeitweise wieder mit Abraum verfüllt wurden.
In den 1970er Jahren suchte eine Gruppe fränkischer Höhlenforscher anhand alter Beschreibungen nach diesen alten Räumen. 1972 gelang B. Niggemeyer, W. Richter, D. Schubert, Ch. Schultheiß und H. Jäckel alte Teile bis zur „Aufstiegshalle“ wiederzuentdecken. Kurz danach konnten sie auch den Aufstieg zur „Zaunikhalle“ erklettern. Danach konnten dort weitere Räume, Sintervorkommen und fossile Lagerstätten entdeckt und weitere Knochenfunde von Höhlenbären, Höhlenhyänen, Höhlenlöwen, Vielfraßen, Wölfen und anderen untersucht werden.
In den Folgejahren wurden die ehemals verfüllten Räume vollständig vom Abraum befreit und erforscht. Es wurden auch neue Räume wie die „Neue Halle“ entdeckt. Die Knochenfunde wurden mittels C 14-Untersuchungen (Poll 1972) auf ein Alter von etwa 29.000 Jahren datiert. Es wird angenommen, dass die Höhlenbären die Höhle regelmäßig als Winterquartier nutzten. Es hielten sich höchstens einige Individuen gleichzeitig auf. Unter der Annahme, dass durchschnittlich alle fünf Jahre ein Bär in der Höhle verendete, sammelten sich in 5000 Jahren 1000 Skelette an. Später gerieten die Sedimentmassen mit den eingelagerten Knochen in Bewegung und wurden in tiefere Höhlenteile verbracht (Grois 1979).
Der erste genaue Höhlenplan stammt von Adalbert Neischl und Josef Reger aus dem Jahre 1902. Vermessungen wurden 1954 durch Willi Zaunik und Herbert W. Franke durchgeführt. Ergänzt wurde dieser Plan mit den neu entdeckten Teilen 1971. Die letzte umfassende Vermessung erfolgte von 1983 bis 1985 durch L. Dreier, P. Conrad und G. Bauernschmitt.

## Zugang
Die Höhle dient ausschließlich als Forschungsobjekt und ist ganzjährig verschlossen. Durch die Forschungsarbeiten wurden  zahlreiche Einbauten vorgenommen. Zum Schutz wurde sie von der Forschungsgruppe Höhle und Karst Franken e. V. (FHKF) gepachtet und vor unbefugtem Betreten gesichert.